# 锣圩镇
锣圩镇，是中华人民共和国广西壮族自治区南宁市武鸣区下辖的一个乡镇级行政单位。

## 行政区划
锣圩镇下辖以下地区：
锣圩社区、大杨村、英江村、英圩村、渌旺村、高一村、罗福村、淝阳村、高二村、仙山村、双龙村、旧圩村、伏王村、树合村、群兴村、林洋村、岜勋村、陇庆村、板新村、玉泉村、三粟村、那琅村、培联村、济力村、弄七村和清凤村。